# Chorošij mal'čik
Chorošij mal'čik (Хороший мальчик) è un film del 2016 diretto da Oksana Karas.

## Trama
Kolja Smirnov era innamorato di Ksyuša, la figlia del regista, e ora ama l'insegnante più bella della scuola. All'improvviso, qualcuno ha appiccato il fuoco al laboratorio informatico e Kolja indovina chi è stato.